# Czornaja Rieczka
Czornaja Rieczka (ros. Чёрная ре́чка) – szósta stacja linii Moskiewsko-Piotrogrodzkiej, znajdującego się w Petersburgu systemu metra.

## Charakterystyka
Stacja Czornaja Rieczka została oddana do użytku pasażerskiego 4 listopada 1982 roku i jest ona przykładem stacji metra wzniesionej w typie jednonawowym. Autorami projektu architektonicznego obecnej postaci stacji są: G. N. Bułdakow (Г. Н. Булдаков), W. N. Szczerbin (В. Н. Щербин), A. P. Wołkowa (А. П. Волкова), a także W. G. Chilczenko (В. Г. Хильченко), I. J. Siergiejewa (И. Е. Сергеева) i N. A. Winogradowa (Н. А. Виноградова). Stacja położona jest przy ulicy akademika Aleksieja Kryłowa, ulicy Sawuszkina i ulicy Torżkowskiej. Ta część miasta tradycyjnie nazywana była Czorną Rieczką, od niej też pochodzi miano stacji metra. Według wstępnych planów miała ona początkowo otrzymać nazwę Nowaja Dieriewnia (Новая Деревня), lecz ostatecznie zdecydowano się na obecną.

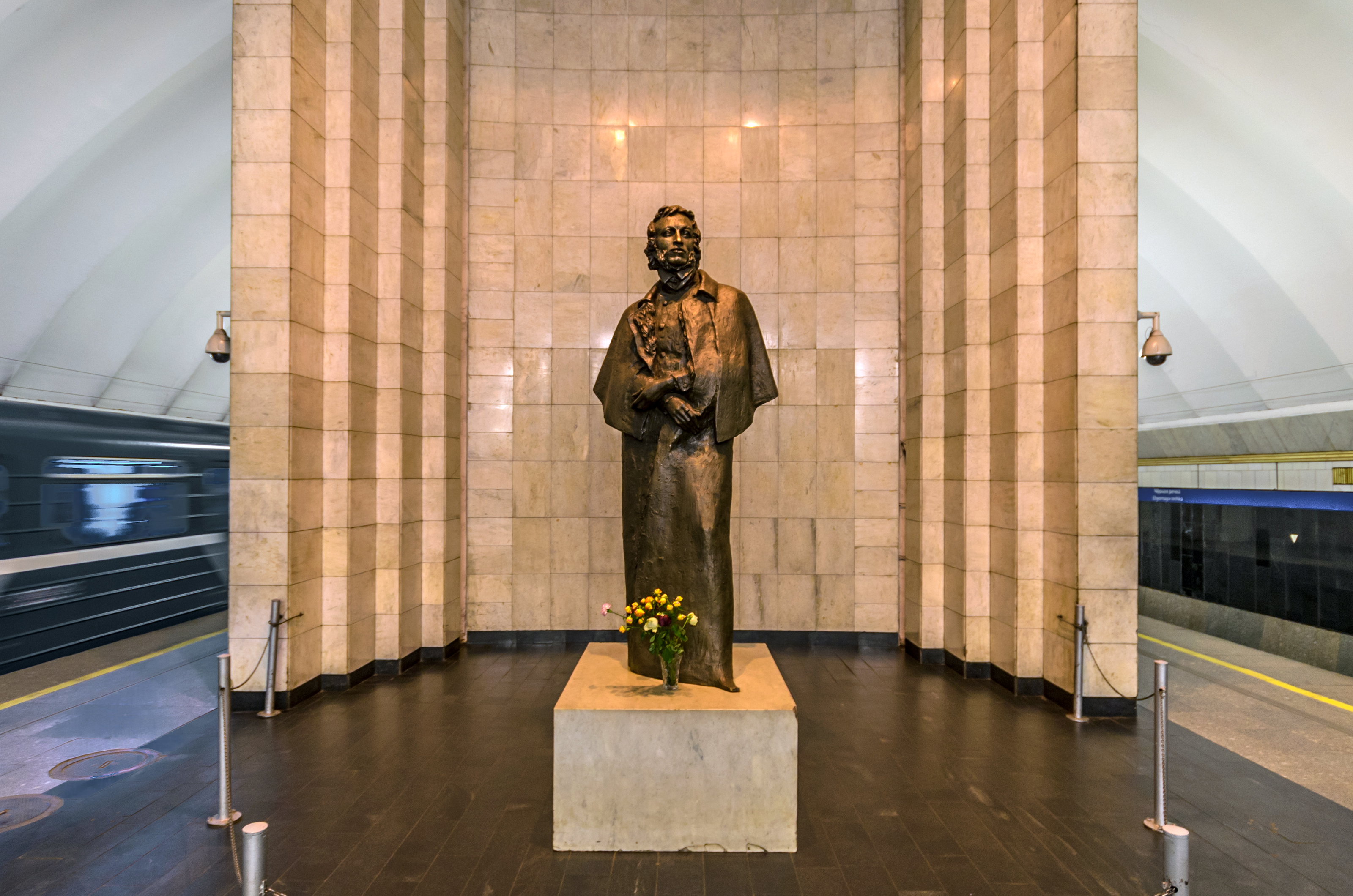
Znajdująca się na terenie stacji rzeźba przedstawiająca Aleksandra Puszkina.

W pobliżu stacji Czornaja Rieczka śmierć w pojedynku poniósł Aleksander Puszkin. Znalazło to swe odwołanie w jej wystroju, gdyż przy jednej ze ściany umieszczono brązową statuę poety. Początkowo była ona wykonana z gipsu, dopiero po jakimś czasie zastąpiono ją rzeźbą z brązu. Jest to drugi posąg Puszkina znajdujący się w petersburskim metrze, inny znalazł swe miejsce na stacji Puszkinskaja. Rzeźbę wykonał M. K. Anikuszyn (М. К. Аникушин), a została ona ustawiona tutaj z okazji sto czterdziestej piątej rocznicy śmierci Aleksandra Puszkina. Posadzki wyłożone zostały płytami z szarego granitu, a ściany przy torach z białego marmuru. Do ich dekoracji użyto także labradoru. Iluminację zapewniają złote żyrandole zwisające z półkolistego, białego sklepienia. 
Czornaja Rieczka położona jest na głębokości 67 metrów. Zbudowana jest ona w typowym stylu sowieckich stacji metra oddawanych do użytku w latach osiemdziesiątych XX wieku. W latach dziewięćdziesiątych stacja przeszła remont generalny, m.in. wymieniono posadzki oraz marmury. Poważnym problem na stacji jest poziom wód gruntowych, który źle wpływa na konstrukcję tuneli przy stacji. Ruch pociągów odbywa się tu od godziny 5:50 do godziny 0:32 i w tym czasie jest ona dostępna dla pasażerów.